# 东胜乡 (安岳县)
东胜乡位于中华人民共和国四川省资阳市安岳县，距离龙台镇13公里，位于四川盆地中偏西部，属于高山丘陵地带。
东胜乡西距安岳县城38千米，总面积28.6平方千米，人口1.5万，下辖东山、铁峰、大垭、艳柳、北斗、石渠、妙乐、合心、金竹、清凉、联合等11个村。农业生产主要有水稻、红薯、小麦，油菜子等，并养殖猪。
- 电话长途区号:028
- 邮政编码:642353

## 行政区划
东胜乡下辖以下地区：
石渠村、东山村、铁峰村、大垭村、艳柳村、北斗村、妙乐村、合心村、金竹村、清凉村和联合村。